# Иванешти (Јаломица)
Иванешти (рум. Ivănești) насеље је у Румунији у округу Јаломица у општини Чулница. Oпштина се налази на надморској висини од 56 m.

## Становништво
Према подацима из 2002. године у насељу је живело 220 становника, од којих су сви румунске националности.